# Selecció femenina de futbol dels Països Baixos
La selecció femenina de futbol dels Països Baixos representa als Països Baixos a les competicions femenines de futbol internacionals de seleccions.
La primera fase final per a la qual es va classificar va ser l'Eurocopa 2009, on va jugar fins a les semifinals. A la següent Eurocopa va caure a la primera fase, mentre que al seu debut al Mundial al 2015 va arribar als vuitens de final.
Va guanyar l'Eurocopa 2017 que va jugar com amfitriona.
El 2018, els Països Baixos van acabar segones en el seu grup per a la Copa Mundial, darrere de Noruega. Per tant, havien de passar pels Play-off de la UEFA per classificar-se a la Copa Mundial de 2019 amb les seleccions de Suïssa, Bèlgica i Dinamarca també al play-off. Els Països Baixos van guanyar Dinamarca per 4–1 en conjunt a les semifinals dels play-off abans de vèncer a Suïssa per 4–1 a la final per classificar-se. A la Copa Mundial, els Països Baixos van tenir una altra gran actuació, arribant a la final que van perdre per 2-0 contra la selecció dels Estats Units.

## Actual plantilla
| Porteres                                   | Defenses                                                                                        | Migcampistes | Davanteres                                                                                             |
| ------------------------------------------ | ----------------------------------------------------------------------------------------------- | --- | --- |
| Lize Kop Loes Geurts Sari van Veenendaal 0 | Aniek Nouwen Merel van Dongen Kika van Es Dominique Janssen Lynn Wilms Stefanie van der Gragt 0 | Anouk Dekker Jackie Groenen Daniëlle van de Donk Jill Roord Damaris Egurrola Esmee Brugts Jill Baijings Sherida Spitse Danique Kerkdijk | Romée Leuchter Lineth Beerensteyn Lieke Martens Katja Snoeijs Vivianne Miedema Shanice van de Sanden 0 |

### Jugadores per equip
| Ajax Amsterdam             | Spitse, Kop, Leuchter, Pelova, Doorn, Grant                        |
| PSV/FC Eindhoven           | van Veenendaal, van Es, Brugts, Levels                             |
| Arsenal FC                 | Miedema                                                            |
| VfL Wolfsburg              | Janssen, van de Sanden, Roord, Smits, Wilms                        |
| Bayern Múnic               | Beerensteyn                                                        |
| Manchester United (femení) | Groenen                                                            |
| Chelsea FC (femení)        | Nouwen                                                             |
| Kopparbergs Göteborg       | Geurts                                                             |
| Olympique Lyonnais         | van de Donk, Egurrola                                              |
| Barcelona                  | Martens                                                            |
| FC Twente                  | van Dooren, Janssen, van Domselaar, Dijkstra, Olislagers, Casparij |

## Historial
¹ Fase de grups. Selecció eliminada pitjor posicionada en cas de classificació, o selecció classifica pitjor posicionada en cas d'eliminació.
| JOCS OLÍMPICS | JOCS OLÍMPICS | JOCS OLÍMPICS | JOCS OLÍMPICS    | JOCS OLÍMPICS    | JOCS OLÍMPICS   | JOCS OLÍMPICS | JOCS OLÍMPICS  | JOCS OLÍMPICS | JOCS OLÍMPICS |
| Edició        | Classificació | Classificació | Fase final       | Fase final       | Fase final      | Fase final    | Fase final     |               |               |
| Edició        | Fase regular  | Play-offs     | Setzens de final | Vuitens de final | Quarts de final | Semifinals    | Final / Bronze |               |               |
| ------------- | ------------- | ------------- | ---------------- | ---------------- | --------------- | ------------- | -------------- | ------------- | ------------- |
| 1996          | Mundial 1995  |               |                  |                  |                 |               |                |               |               |
| 2000          | Mundial 1999  |               |                  |                  |                 |               |                |               |               |
| 2004          | Mundial 2003  |               |                  |                  |                 |               |                |               |               |
| 2008          | Mundial 2007  |               |                  |                  |                 |               |                |               |               |
| 2012          | Mundial 2011  |               |                  |                  |                 |               |                |               |               |
| 2016          | Mundial 2015  | Suècia¹       |                  |                  |                 |               |                |               |               |
| 2021          | Mundial 2019  |               |                  |                  | Estats Units    |               |                |               |               |
| MUNDIAL       |               |               |                  |                  |                 |               |                |               |               |
| Edició        | Classificació | Classificació | Fase final       | Fase final       | Fase final      | Fase final    | Fase final     |               |               |
| Edició        | Fase regular  | Play-offs     | Setzens de final | Vuitens de final | Quarts de final | Semifinals    | Final / Bronze |               |               |
| 1991          | Eurocopa 1991 |               |                  |                  |                 |               |                |               |               |
| 1995          | Eurocopa 1995 |               |                  |                  |                 |               |                |               |               |
| 1999          | Alemanya ¹    |               |                  |                  |                 |               |                |               |               |
| 2003          | Anglaterra ¹  |               |                  |                  |                 |               |                |               |               |
| 2007          | Anglaterra ¹  |               |                  |                  |                 |               |                |               |               |
| 2011          | Noruega ¹     |               |                  |                  |                 |               |                |               |               |
| 2015          | Bèlgica ¹     | Itàlia        | Nova Zelanda ¹   | Japó             |                 |               |                |               |               |
| 2019          |               | Suïssa        |                  | Japó             | Itàlia          | Suècia        | Estats Units   |               |               |
| EUROCOPA      |               |               |                  |                  |                 |               |                |               |               |
| Edició        | Classificació | Classificació | Fase final       | Fase final       | Fase final      | Fase final    | Fase final     |               |               |
| Edició        | Fase regular  | Play-offs     | Setzens de final | Vuitens de final | Quarts de final | Semifinals    | Final / Bronze |               |               |
| 1984          | Dinamarca ¹   |               |                  |                  |                 |               |                |               |               |
| 1987          | Suècia ¹      |               |                  |                  |                 |               |                |               |               |
| 1989          | Irlanda ¹     | Noruega       |                  |                  |                 |               |                |               |               |
| 1991          | Irlanda ¹     | Dinamarca     |                  |                  |                 |               |                |               |               |
| 1993          | Romania ¹     | Noruega       |                  |                  |                 |               |                |               |               |
| 1995          | Islàndia ¹    |               |                  |                  |                 |               |                |               |               |
| 1997          | Islàndia ¹    |               |                  |                  |                 |               |                |               |               |
| 2001          | Espanya ¹     |               |                  |                  |                 |               |                |               |               |
| 2005          | Noruega ¹     |               |                  |                  |                 |               |                |               |               |
| 2009          | Suïssa ¹      | Espanya       |                  | Dinamarca ¹      | França          | Anglaterra    |                |               |               |
| 2013          | Sèrbia        |               |                  | Islàndia         |                 |               |                |               |               |
| 2017          |               |               |                  |                  | Suècia          | Anglaterra    | Dinamarca      |               |               |